# Клеймор
Кле́ймор (также клэймор, иногда клеймо́ра, англ. Claymore; гэльск. claidheamh-mòr «большой меч») — особый тип двуручного (реже — одноручного) меча, использовавшийся в Шотландии в XV—XVII веках.
Название происходит от гэльск. claidheamh mòr — «большой меч». Возможно, слово claidheamh, в свою очередь, родственно лат. gladius. Иногда термин «клеймор» также ошибочно употребляют для обозначения шотландского палаша с гардой корзинного типа (гэльск. claidheamh leathann). В другом источнике указано, что клеймор (claymore) — первобытный шотландский палаш.

## Устройство
Клеймор представляет собой двуручный меч с длинной рукоятью и широким клинком. Длина клинка составляет порядка 105—110 сантиметров, рукояти — около 30—35 сантиметров. Таким образом, общая длина меча составляла от 135 до 150 сантиметров. По типологии Окшотта, клеймор относится к типам XIIa и XIIIa. Гарда крестовидная. Отличительной особенностью клеймора является характерная форма дужек крестовины — прямые, сужающиеся к концам и направленные вниз (от рукояти к концу клинка). Технически дужки представляют собой сужающийся стальной прут. На концах дужки часто украшаются стилизованным пробивным изображением четырёхлистного клевера. Навершие рукояти небольшое, чаще всего имеет дисковую форму, хотя имеются и варианты с шарообразным навершием. Часть клейморов имела рикассо, благодаря чему в процессе фехтования можно было использовать технику полумеча (нем. Halbschwert).
Клеймор обладает несколько меньшими массо-габаритными параметрами, нежели европейские аналоги того периода. В связи с этим, клеймор являлся оружием несколько более маневренным, чем классический европейский двуручный меч. Специфическая форма крестовины позволяла эффективно производить захват клинка противника с дальнейшим обезоруживанием.
Гораздо реже двуручного клеймора встречался его одноручный вариант, носивший также название claidheamh beg. Данный меч является одноручной версией классического клеймора и также имеет характерные дужки крестовины. Обычно относится к концу XIV — началу XV века. Вполне вероятно, что двуручный клеймор является дальнейшим развитием данного меча.
Имеются также данные о другом варианте клеймора, менее известном в наши дни. Данный меч представлял собой клеймор с раковинообразным эфесом. Гарда состояла из двух поднятых кверху ветвей и двух больших вогнутых пластин, защищавших переднюю часть рукояти.

## Использование
Клеймор эпизодически использовался с конца XIV века. В начале XVI века клеймор стал основным мечом хайлендеров-пехотинцев и активно использовался в непрерывных клановых войнах и пограничных стычках с Англией. Хотя «расцвет» клейморов приходится на XVI век, они продолжали активно использоваться вплоть до конца XVII века. Последней битвой, отмеченной массовым использованием клейморов, является битва при Килликранки в 1689 году, хотя отдельные воины применяли их ещё в 1746 году в битве при Каллодене.

Поднимайтесь, бойцы — из долин, из-за гор,
Заблистала вдали сталь широких клеймор,
И волынка гудит, но сзывает собой
Не к молитве она — а в отчаянный бой.— Вальтер Скотт. «Боевая песнь».
 
Пер. О. Н. Чюминой (1895)